# Marie Tamarelle-Verhaeghe
Pour les articles homonymes, voir Tamarelle et Verhaeghe.
Marie Tamarelle-Verhaeghe, née le 27 septembre 1962 au Petit-Quevilly (Seine-Maritime), est une femme politique française. Elle est élue députée de la troisième circonscription de l'Eure en 2017 sous l'étiquette du Mouvement démocrate (MoDem), mais rejoint le groupe La République en marche à l'Assemblée nationale.

## Biographie

### Études
Sortie docteur en médecine du CHU de Rouen, Marie Tamarelle-Verhaeghe est ensuite diplômée de l'École nationale de santé publique de Rennes (désormais École des hautes études en santé publique).

### Carrière professionnelle
Médecin scolaire entre 1993 et 2006, elle développe avec les collectivités locales et les acteurs médico-sociaux des projets d'éducation pour la santé. Formatrice auprès des professionnels de l'Éducation nationale, elle travaille à l'intégration des enfants en situation de handicap et la prévention des troubles des apprentissages. À partir de 2006, elle devient médecin chef de service dans les centres de prévention et de santé publique du Havre et de Val-de-Reuil.
Mariée à un agriculteur, elle est mère de huit enfants et est impliquée sur la réflexion autour de la parentalité. Elle devient conseillère départementale UDI de l'Eure en 2015 et vice-présidente du conseil départemental chargée de l'autonomie, des personnes âgées, des personnes en situation de handicap et de l'accès à la santé. 

### Engagement public
Catholique pratiquante, elle est en 1998 membre d'Évreux sans frontières, collectif de soutien à l'évêque déchu Jacques Gaillot.

#### Élection à l'Assemblée nationale
En février 2017, face au soutien réaffirmé de son parti à François Fillon à l'élection présidentielle de 2017, Marie Tamarelle-Verhaeghe quitte l'UDI pour rejoindre le mouvement En Marche, qui correspond à ses valeurs centristes. En mai 2017, elle obtient l'investiture du Mouvement démocrate et le soutien de LREM dans la troisième circonscription de l'Eure. Elle quitte alors son poste de vice-présidente du conseil départemental. Elle arrive en tête à l'issue du premier tour des élections législatives avec 30,26 % des voix, devant Timothée Houssin, candidat du Front national (21,47 %). Marie Tamarelle-Verhaeghe est élue députée au second tour avec 59,29 % des voix,.
Elle est battue en 2022 face au candidat du Rassemblement national Kévin Mauvieux. En 2024, elle représente sa candidature sous l'étiquette Ensemble pour la République